# 王紹基
王紹基，JP （英語：Ivan Wong），籍貫廣東東莞，現任香港齊心基金會董事局主席 ，旗下的傳媒平台專注於開發以中國為主題的優質內容，構建多元化傳播渠道，向國際社會客觀呈現中國發展現狀。

## 國際視野與資源聯動橋樑
王紹基先生現任廣東省政協委員 、世界華商大會顧問委員會顧問及港區省級政協委員聯誼會副秘書長，具備國際化視野與資源整合能力。目前正在清華大學五道口金融學院修讀「一帶一路」EMBA課程，系統研究沿線國家經濟發展現狀，致力於搭建中外企業交流平台，促進國際社會對中國發展的客觀認知。 

## 推動香港與大灣區教育融合
在教育領域，王紹基先生擔任多所高等院校及中小學管治職務，包括香港理工大學顧問委員會顧問、香港浸會大學基金永遠榮譽主席暨青年企業家委員會聯席主席 、香港嶺南大學校董、香港浸會大學王錦輝中小學顧問委員會主席 以及廣州南沙民心港人子弟學校校董。王紹基先生通過王錦輝王國強基金會支持多項教育計劃，於2025年捐資1,000萬港元予香港浸會大學「一校兩園」項目，推動粵港教育資源共享。 
作為香港中華總商會教育及培訓委員會主席，他積極促進產學合作，為香港培育專業人才，亦讓年輕人到內地實習，體驗內地最新發展和未來機遇。。